# Revista Bíblica

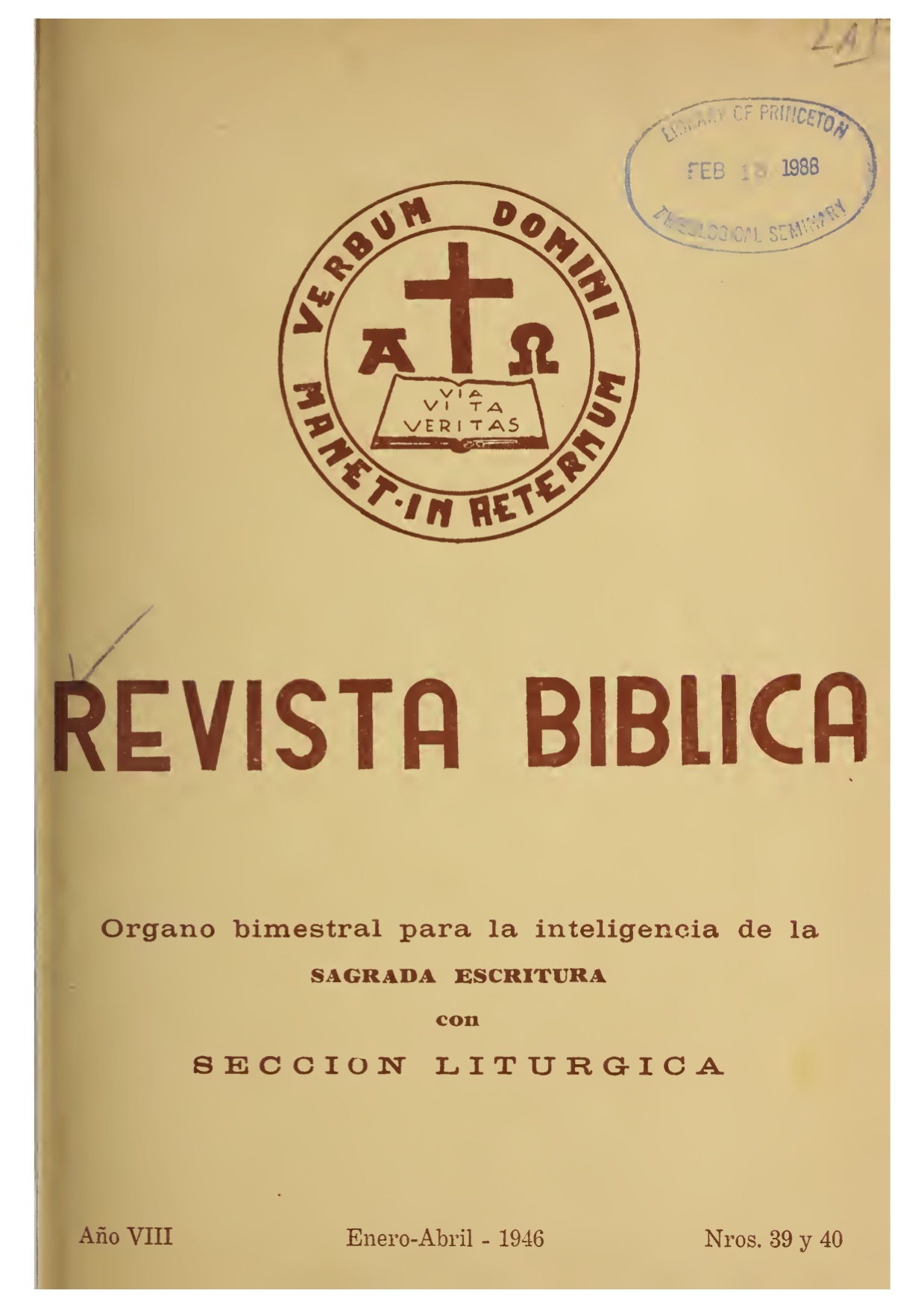
Tapa año VIII, enero-abril de 1946.

Revista Bíblica (abreviado como RevBib) es una publicación científica de la Asociación Bíblica Argentina (ABA), Buenos Aires, Argentina.  Publica artículos de investigación de tipo filológico, literario, exegético, histórico o teológico en el campo de Biblia (Antiguo Testamento y Nuevo Testamento). Es una de las pocas publicaciones de este tipo en el mundo hispanoparlante –además de la española Estudios Bíblicos– y en cierto modo única en América Latina, por el perfil académico y multidiciplinario, junto a otras publicaciones que se especializan en un área en particular (como Antiguo Oriente o RIHAO ) o bien optan por una orientación espiritual, catequística, homilética o pastoral, entre las cuales hay que destacar Qol, Estudos Bíblicos y RIBLA. Revista Bíblica se publica trimestralmente y los artículos que contiene están preferentemente en castellano y portugués. 
La revista fue fundada en 1939 en San Pedro de Jujuy (Argentina) por Juan Straubinger, un sacerdote perteneciente a las primeras generaciones de católicos formados para el estudio científico de la Biblia, que ya había fundado en Alemania la Obra Bíblica Católica. Con el correr de los años se fueron incorporando a sus páginas autores de la tradición protestante como Rodolfo Obermuller, Alberto Ricciardi y luego muchos más, que hicieron de esta publicación un espacio privilegiado de producción académica y de encuentro ecuménico. 
La publicación estuvo durante mucho tiempo a cargo de la Sociedad Argentina de Profesores de Sagradas Escrituras, luego de la editorial Guadalupe y, después, del Área Bíblica de la Sociedad Argentina de Teología; hasta que finalmente la asumió la Asociación Bíblica Argentina. Por lo que se puede ver en los índices, ya desde los comienzos acogía autores de las más diversas procedencias geográficas. Además, la nueva constitución del Consejo Editor muestra que en estos últimos años se ha convertido en una publicación más decididamente latinoamericana, una identidad que se consolidó en el Congreso Internacional de Estudios Bíblicos, organizado en 2019 para celebrar sus 80 años.
Cuenta con un Consejo Editor y un Consejo Asesor, que conforman un equipo internacional, interconfesional e interdisciplinario, con investigadores como Pablo Andiñach, Eleuterio Ruiz, Ahída Calderón Pilarski, Cássio M. Dias da Silva, José A. Noratto Gutiérrez, Wilma Mancuello González, Gonzalo Bravo, Juan Manuel Tebes y otros. 

## Impacto
La revista está incluida en diversos repertorios digitales y calificada en varios índices académicos, entre ellos ERIH Plus, Latindex Catálogo 2.0, Dialnet, CIRC, MIAR, ATLA Religion Database, Old Testament Abstracts, New Testament Abstracts, Elenchus of Biblica, REBIUN y WorldCat.

## Directores
- 1939: J. Straubinger y C. Kopp
- 1940-1952: Juan Straubinger
- 1952-1959: B. Otte
- 1959-1966: L.F. Rivera
- Tapa del año III, mayo 1941.1966-1967: F. Löcher (Hoyos)

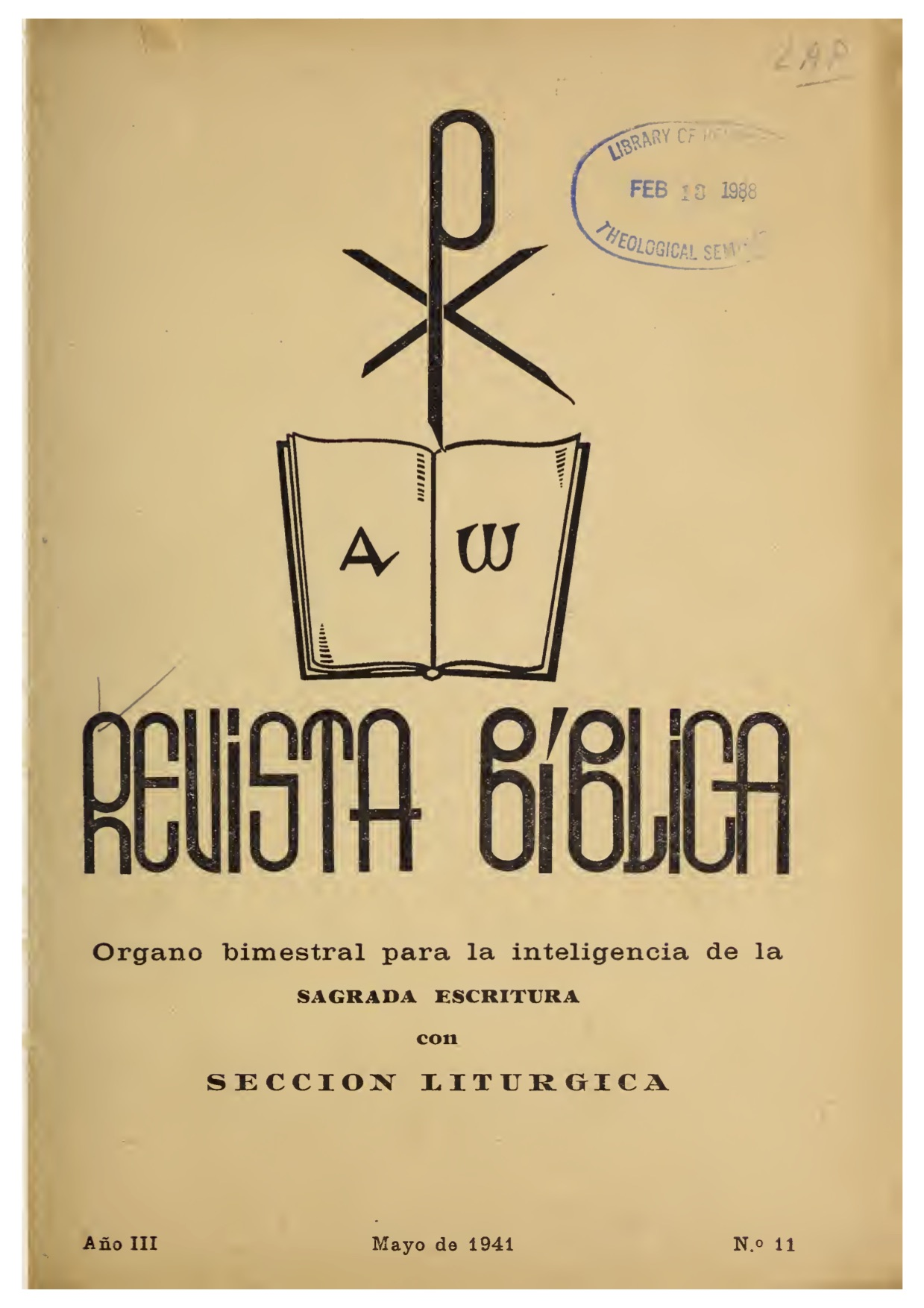
Tapa del año III, mayo 1941.

- 1967-1977: A. Honecker / L.F. Rivera
- 1977-1980: E. Giustozzi
- 1981-1997: A. Levoratti
- 1998-2001: M. Cisneros
- 2002-2016: Luis Heriberto Rivas
- 2017: J.M. Blunda